# 6855 Armellini
A 6855 Armellini (ideiglenes jelöléssel 1989 BG) a Naprendszer kisbolygóövében található aszteroida. Osservatorio San Vittore fedezte fel 1989. január 29-én.